# Joachim Staël von Holstein
Joachim Staël von Holstein, född 9 juni 1759 på Bosjökloster i Bosjöklosters socken, död 6 mars 1836 på Torsebro i Färlövs socken, var en svensk friherre, militär och företagare.
Joachim Staël von Holstein var son till översten friherre Carl Jakob Staël von Holstein och bror till Corfitz Ludvig Staël von Holstein. Han blev kvartermästare vid Östgöta kavalleriregemente 1772, livdrabant 1772 och löjtnant i armén 1778, från 1779 med placering vid Norra skånska kavalleriregementet. 1782–1785 var han i franskt tjänst, och 1784 utnämndes han till ryttmästare vid Norra skånska kavalleriregementet. Han blev generaladjuntant av flygeln och överstelöjtnant i armén 1800 samt överstelöjtnant vid Skånska husarregementet 1804. 1805 blev Staël von Holstein överste och generaladjutant. Han deltog 1807 i pommerska kriget och blev samma år brigadchef. Han tog avsked från regementet 1818 och som generaladjutant 1820. Staël von Holstein blev ledamot av Krigsvetenskapsakademien i början av 1800-talet. Han ägde 1790–1798 Klippans pappersbruk med tillhörande stora jordegendomar i Kristianstads län. Han utförde där stora nybyggnadsarbeten. Förutom pappersbruket drev han kvarnrörelse och svinavel samt inrättade en stärkelsefabrik och ett bränneri. Papperstillverkingen bar sig dock inte, bland annat på grund av svårigheten att skaffa lump. 1799–1803 bodde han på Hjälmshult och efter återkomsten från kriget i Pommern övertog han fädernegården Bassarp i Östra Broby socken, där han en tid ägde ett pappersbruk. 1819 ärvde han efter brodern Corfitz Ludvig Staël von Holstein Torsebro krutbruk, där han bodde från 1822 till sin död. Dessutom förvaltade han Skyrups gård, som Corfitz Ludvig hade testamenterat till Joachims döttrar. Till sin politiska inställning var Staël von Holstein en avgjord motståndare till 1809 års män och Karl XIV Johan. Efter att ha blivit förbigången vid tillsättande av regementschefsbefattningen vid Skånska husarregementet var han bitter mot de som stoppat honom från befattningen. Staël von Holstein efterlämnade dagböcker från perioden 1815–1821 och 1831–1836, vilka 1933 utgavs i urval av Pehr Johnsson under titeln Herrgårdsliv i Skåne för hundra år sedan.